# Ruesca
Ruesca è un comune spagnolo di 86 abitanti situato nella comunità autonoma dell'Aragona.